# Make or Break
〈Make or Break〉(메이크 오어 브레이크)은 일본의 여성 아이돌 그룹 사쿠라자카46의 노래. 2025년 6월 25일에 사쿠라자카46의 열두 번째 싱글로 소니 레코드에서 발매되었다.

## 개요
- 사쿠라자카46에 개명 후 전작인 〈UDAGAWA GENERATION〉 발매 이후 4개월 만에 발매되는 열한 번째 싱글이다.

### 내용주
1. ↑  케야키자카46 명의의 싱글 21번째(전달 한정 싱글 2곡을 포함)이다.